# 85121 Loehde
85121 Loehde è un asteroide della fascia principale. Scoperto nel 1976, presenta un'orbita caratterizzata da un semiasse maggiore pari a 2,3026579 UA e da un'eccentricità di 0,0763123, inclinata di 6,04098° rispetto all'eclittica.
L'asteroide è dedicato all'astronomo canadese Franklin C. Loehde.